# 6G
6G (от англ. sixth generation — шестое поколение) — шестое поколение мобильной связи, внедрение которого предполагается в 2028—2030 годах, на основе стандартов телекоммуникаций, следующих за стандартами 5G/IMT-2020. 
В ряде случаев их обозначают как NET-2030 или 6G/NET-2030.

## Текущие исследования и предполагаемые характеристики технологии
По состоянию на середину 2018 года, точные требования к технологии 6G не были определены. Для того, чтобы сформулировать их, Международным союзом электросвязи была организована фокус-группа FG NET-2030. FG-NET-2030 в мае 2019 года разработала и приняла документ «Network 2030 — A Blueprint of Technology, Applications and Market Drivers Towards the Year 2030 and Beyond». По состоянию на конец 2019 года завершалась разработка документа Deliverable: «New Services and Capabilities for Network 2030: Description, Technical Gap and Performance Target Analysis». От российских операторов в работе данной FG-NET-2030 принимает участие ПАО «Ростелеком».
В начале 2020-х исследованием технологий, которые претендуют на то, чтобы войти в состав 6G/NET-2030, занимается несколько исследовательских групп, чьи предложения и видение технологии конкурируют между собой. Их усилия на старте разработок ориентированы на использование технологий, которые не могли быть реализованы в сетях 5G/IMT-2020, но, предположительно, станут доступны для внедрения индустрией в период внедрения следующего за 5G/IMT-2020 поколения технологий передачи данных.
Среди исследователей 6G присутствуют межуниверситетский проект ComSenTer (США), исследовательская группа в университете Оулу (Финляндия), объявившая о запуске первого в мире экспериментального сегмента инфраструктуры 6G 6Genesis, Юго-восточный университет (Southeast University) в китайской провинции Цзянсу.
Предполагается, что сети связи 6G будут использовать терагерцевый и субтерагерцевый диапазоны частот и обеспечивать существенно меньший уровень задержки при передаче данных, чем сети 5G/IMT-2020.
Одной из технологий, которая может быть реализована в 6-м поколении средств сотовой связи, является использование радиофотонных цифровых антенных решёток на базовых станциях в сочетании с технологией Massive MIMO. При этом рассматриваются варианты базовых станций с антенными системами, формирующими порядка 250 лучей диаграммы направленности в рабочем секторе.
В числе требований к сетям 6G специалисты указывают скорость передачи данных от 100 Гбит/с до 1 Тбит/с, при этом для управления сетями будут использоваться системы искусственного интеллекта.
В 2018 году Китай заявил о начале разработки стандарта мобильной связи 6G. В ноябре 2020 года Китай запустил первый тестовый спутник, предназначенный для отработки технологий 6G в терагерцевом диапазоне электромагнитных волн. В феврале 2022 года специалисты университета Цинхуа провели эксперимент, в ходе которого им удалось с помощью вихревых миллиметровых волн передать 1 с лишним терабайт данных на расстояние около километра за менее чем секунду. Этот показатель стал рекордом скорости передачи данных. В 2024 году группа учёных из Гонконга сообщила, что разработана антенна, способная генерировать и управлять несколькими гармоническими частотами одновременно.